# Arna
Arna es un despoblado que actualmente forma parte del municipio de Condado de Treviño, en la provincia de Burgos, Castilla y León (España).

## Historia
Documentado desde 1589, estaba situado entre las localidades de Ajarte y Aguillo. Hacia 1770 ya estaba despoblado.
Actualmente sus tierras son conocidas con el topónimo de Las Laderas de Arna.